# Dorsa Yavarivafa
Dorsa Yavarivafa (in persiano درسا یاوری‌وفا‎; Teheran, 31 luglio 2003) è una giocatrice di badminton iraniana che ha gareggiato per la squadra olimpica dei rifugiati alle Olimpiadi estive del 2024.

## Biografia
Ha iniziato a giocare a badminton all'età di nove anni, introdotta a questo sport da suo padre, un appassionato giocatore di ping pong. 
Nel novembre 2018, all'età di 15 anni, Dorsa e sua madre hanno lasciato l'Iran utilizzando passaporti tedeschi falsi. La loro fuga è stata motivata dal desiderio della madre di cambiare religione e dalle difficoltà incontrate da Dorsa nell'entrare nella squadra nazionale di badminton iraniana. Il loro viaggio le ha portate attraverso Turchia, Germania, Belgio e Francia, fino ad arrivare nel Regno Unito alla fine del 2019.
Stabilitasi nel Regno Unito, Dorsa ha ripreso la sua carriera nel badminton. Nel giugno 2023, ha ricevuto una borsa di studio dal Comitato Olimpico Internazionale (CIO) come parte del programma per atleti rifugiati, permettendole di partecipare a diversi tornei internazionali. Nel maggio 2024, è stata selezionata per far parte della Squadra Olimpica dei Rifugiati ai Giochi Olimpici di Parigi 2024.
Ai Giochi di Parigi, Dorsa ha gareggiato nel singolare femminile di badminton, venendo eliminata nella fase a gironi dopo aver affrontato Yeo Jia Min di Singapore e Kate Ludik di Mauritius.
Oltre alla sua carriera sportiva, Dorsa sta studiando scienze dello sport e dell'esercizio fisico presso la Middlesex University di Londra e si allena tre volte a settimana presso la Sankey Academy a Milton Keynes.